# 栗原行雄
栗原 行雄（くりはら ゆきお、1933年 - ）は、英文学の翻訳家、元早稲田大学教授。

## 人物・来歴
茨城県出身。茨城県立土浦第一高等学校を経て、早稲田大学文学部卒。勤務のかたわら文芸作品の翻訳を行い、のち早大法学部教授を2002年まで務めた。羽成行央の別名での翻訳もある。

## 翻訳
- アイリス・マードック『砂の城』太陽社（太陽選書）1968　のち集英社文庫
- ソール・ベロー『現在をつかめ』河出書房新社（20世紀の文学）1970
- アイリス・マードック『ユニコーン』晶文社（女のロマネスク）1973
- アラン・シリトー『ドアの鍵』集英社（現代の世界文学）1973　 のち文庫
- ジョン・バージャー『G.』新潮社 1975
- セシル・デイ・ルイス『丘の上のカシの木』晶文社（文学のおくりもの）1975
- アラン・シリトー『素材』集英社（現代の世界文学）1976
- アイリス・マードック『勇気さえあったなら』集英社（現代の世界文学）1980
- スティーヴン・シュネック『幻想ホテル』早川書房 1986.3
- リチャード・セネット『嘘とは何だろうか 或る寓話小説』晶文社 1989.5
- サルマン・ラシュディ『恥』早川書房 1989.9
- ジョン・エド・ブラッドリィ『失われた天使の夜』早川書房 1991
- A・S・バイアット『抱擁』新潮社 1996.4 のち文庫
- アイリーン・キャディ『心の扉を開く 聖なる日々の言葉』山川紘矢、川瀬勝、羽成行央訳 日本教文社 1998
- マリオン・リー『花の贈りもの フィンドホーンのフラワーエッセンス 心の奥底に触れてくる不思議な力』羽成行央訳 風雲舎 1999.10
- マリオン・リー『フィンドホーンフラワーエッセンスhandbook』篠智子 訳, 羽成行央 監訳. フレグランスジャーナル社, 2015.3